# Peter Rufai
Peter Rufai (Lagos, 24 de agosto de 1963 – Lagos, 3 de julho de 2025) foi um futebolista nigeriano que atuava como goleiro. Jogou por 15 anos pela Seleção Nigeriana, tendo disputado as Copas do Mundo de 1994 e 1998.

## Vida pessoal
Rufai era filho de um rei tribal da região de Idimu. No início de 1998, com a morte de seu pai, seu clube (Deportivo) permitiu que ele retornasse à Nigéria para discutir a sucessão, mas ele recusou o status real.
Ele foi casado com Stella Rufai e teve três filhos: o primeiro filho, Tunde, a primeira filha, Tutu, e a segunda, Abiodun. Rufai também teve outros filhos fora do casamento; um deles, Senbaty, jogou como meio-campista , tendo tentado jogar pelo Sunshine Stars FC na Premier League da Nigéria

## Títulos
Nigéria
- Copa das Nações Africanas: 1994

## Morte
Rufai morreu no dia 3 de julho de 2025, aos 61 anos após uma longa doença.